# Futung
Futung es un pueblo ubicado en el distrito de Katmandú, provincia de Bagmati, Nepal.

## Superficie
Cuenta con una superficie de 1,416 kilómetros cuadrados.

## Demografía
Datos hasta 2011
- Población: 4792 habitantes.[1]
- Densidad de población: 3,385 habitantes por kilómetro cuadrado.[1]